# Monlong
Monlong est une commune française située dans l'est du département des Hautes-Pyrénées, en région Occitanie. Sur le plan historique et culturel, la commune est dans la région gasconne de Magnoac, située sur le plateau de Lannemezan, qui reprend une partie de l’ancien Nébouzan, qui possédait plusieurs enclaves au cœur de la province de Comminges et a évolué dans ses frontières jusqu’à plus ou moins disparaitre.
Exposée à un climat océanique altéré, elle est drainée par le Gers, la Sole et par divers autres petits cours d'eau. La commune possède un patrimoine naturel remarquable composé d'une zone naturelle d'intérêt écologique, faunistique et floristique.
Monlong est une commune rurale qui compte 109 habitants en 2022, après avoir connu un pic de population de 515 habitants en 1851. Elle fait partie de l'aire d'attraction de Lannemezan. .
Ses habitants sont appelés les Monlonais.

## Géographie

### Localisation
La commune de Monlong se trouve dans le département des Hautes-Pyrénées, en région Occitanie.
Elle se situe à 32 km à vol d'oiseau de Tarbes, préfecture du département, et à 15 km de Trie-sur-Baïse, bureau centralisateur du canton des Coteaux dont dépend la commune depuis 2015 pour les élections départementales.
La commune fait en outre partie du bassin de vie de Lannemezan.
Les communes les plus proches sont : 
Lassales (2,0 km), Tajan (2,0 km), Recurt (2,5 km), Gaussan (3,2 km), Laran (3,4 km), Arné (4,0 km), Sabarros (4,1 km), Caubous (4,4 km).
Sur le plan historique et culturel, Monlong fait partie de la région gasconne de Magnoac, située sur le plateau de Lannemezan, qui reprend une partie de l’ancien Nébouzan, qui possédait plusieurs enclaves au cœur de la province de Comminges et a évolué dans ses frontières jusqu’à plus ou moins disparaitre.
|        | Gaussan   | Lassales        |
| Recurt | Monlong   | Monléon-Magnoac |
| Tajan  | Réjaumont | Arné            |

### Hydrographie
Le Ruisseau de La Sole, affluent de rive droite de la Petite Baïse, arrose la commune du sud au nord et forme la limite ouest avec la commune de  Recurt.

Le Ruisseau de Ribanès, affluent de rive gauche du Gers, forme la limite nord avec la commune de Gaussan.

Le canal de la Gimone forme une partie de la limite est avec la commune d'Arné.
 
Le Ruisseau du Gers traverse la commune du sud au nord à l'ouest du village et forme une partie de la limite sud avec la commune de Tajan.

Le Ruisseau du Tajan forme une partie de la limite sud avec la commune de Tajan.

Le Ruisseau de Fourquet, affluent de rive droite du Gers, arrose la partie est de la commune.
 
Un canal d'irrigation provenant du canal de la Neste traverse le village en direction du Gers au nord.

### Climat
Le climat qui caractérise la commune est qualifié, en 2010, de « climat océanique altéré », selon la typologie des climats de la France qui compte alors huit grands types de climats en métropole. En 2020, la commune ressort du même type de climat dans la classification établie par Météo-France, qui ne compte désormais, en première approche, que cinq grands types de climats en métropole. Il s’agit d’une zone de transition entre le climat océanique et les climats de montagne et le climat semi-continental. Les écarts de température entre hiver et été augmentent avec l'éloignement de la mer. La pluviométrie est plus faible qu'en bord de mer, sauf aux abords des reliefs.
Les paramètres climatiques qui ont permis d’établir la typologie de 2010 comportent six variables pour les températures et huit pour les précipitations, dont les valeurs correspondent à la normale 1971-2000. Les sept principales variables caractérisant la commune sont présentées dans l'encadré ci-après.
| Paramètres climatiques communaux sur la période 1971-2000 - Moyenne annuelle de température : 12,1 °C - Nombre de jours avec une température inférieure à −5 °C : 2,6 j - Nombre de jours avec une température supérieure à 30 °C : 5,5 j - Amplitude thermique annuelle : 14,6 °C - Cumuls annuels de précipitation : 1 008 mm - Nombre de jours de précipitation en janvier : 9,5 j - Nombre de jours de précipitation en juillet : 6,8 j |

Avec le changement climatique, ces variables ont évolué. Une étude réalisée en 2014 par la Direction générale de l'Énergie et du Climat complétée par des études régionales prévoit en effet que la  température moyenne devrait croître et la pluviométrie moyenne baisser, avec toutefois de fortes variations régionales. Ces changements peuvent être constatés sur la station météorologique de Météo-France la plus proche, « Gavarnie », sur la commune de Gaussan, mise en service en 1992 et qui se trouve à 3 km à vol d'oiseau,, où la température moyenne annuelle est de 7,6 °C et la hauteur de précipitations de 1 466,6 mm pour la période 1981-2010.
Sur la station météorologique historique la plus proche, « Tarbes-Lourdes-Pyrénées », sur la commune d'Ossun, mise en service en 1946 et à 40 km, la température moyenne annuelle évolue de 12,2 °C pour la période 1971-2000, à 12,6 °C pour 1981-2010, puis à 12,9 °C pour 1991-2020.

### Milieux naturels et biodiversité

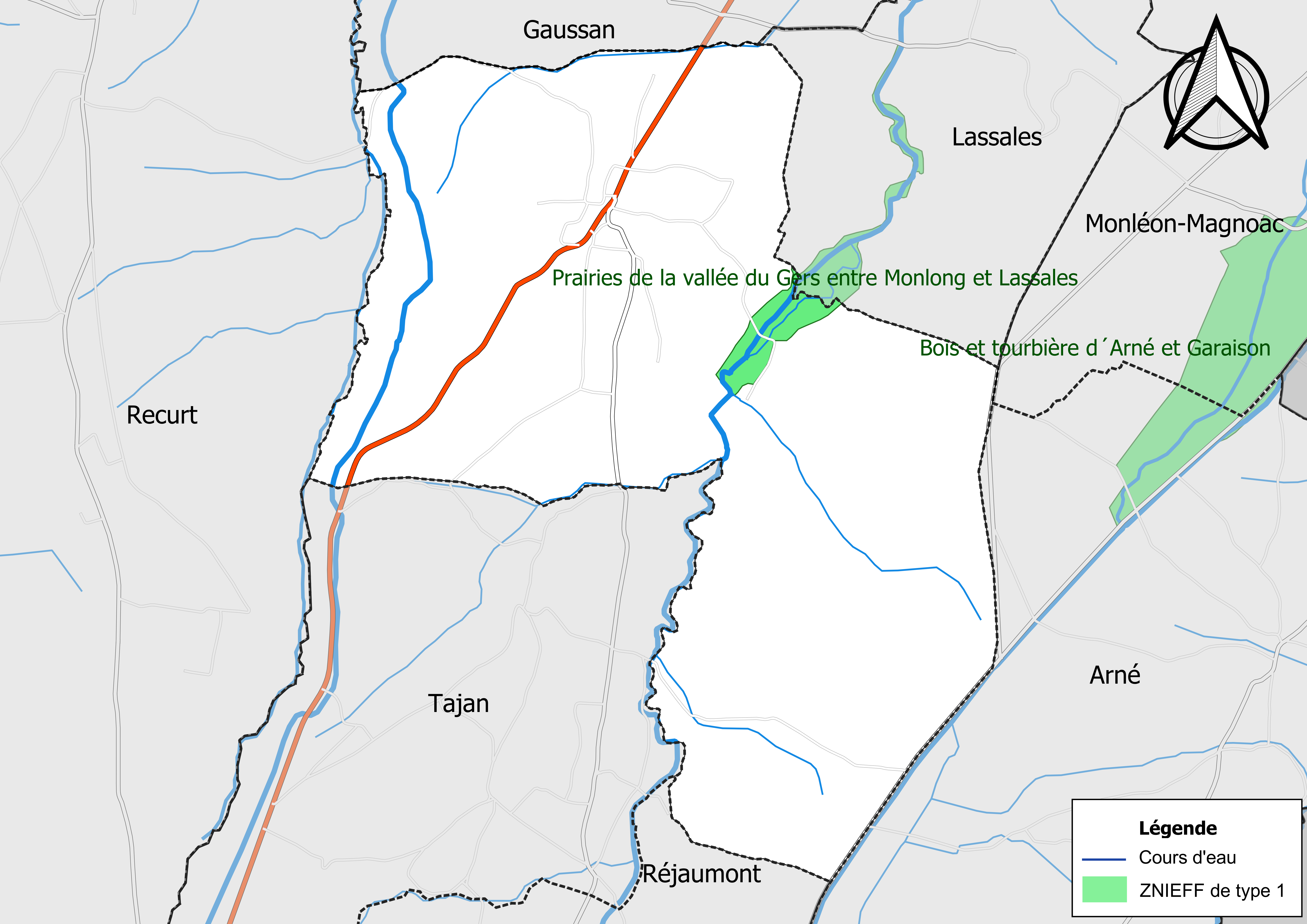
Carte de la ZNIEFF de type 1 localisée sur la commune.

L’inventaire des zones naturelles d'intérêt écologique, faunistique et floristique (ZNIEFF) a pour objectif de réaliser une couverture des zones les plus intéressantes sur le plan écologique, essentiellement dans la perspective d’améliorer la connaissance du patrimoine naturel national et de fournir aux différents décideurs un outil d’aide à la prise en compte de l’environnement dans l’aménagement du territoire.
Une ZNIEFF de type 1 est recensée sur la commune :
les « prairies de la vallée du Gers entre Monlong et Lassales » (22 ha), couvrant 2 communes du département.

## Urbanisme

### Typologie
Au 1er janvier 2024, Monlong est catégorisée commune rurale à habitat dispersé, selon la nouvelle grille communale de densité à sept niveaux définie par l'Insee en 2022.
Elle est située hors unité urbaine. Par ailleurs la commune fait partie de l'aire d'attraction de Lannemezan, dont elle est une commune de la couronne,. Cette aire, qui regroupe 65 communes, est catégorisée dans les aires de moins de 50 000 habitants,.

### Occupation des sols
L'occupation des sols de la commune, telle qu'elle ressort de la base de données européenne d’occupation biophysique des sols Corine Land Cover (CLC), est marquée par l'importance des territoires agricoles (54,5 % en 2018), une proportion identique à celle de 1990 (54,5 %). La répartition détaillée en 2018 est la suivante : 
forêts (42 %), zones agricoles hétérogènes (40,4 %), prairies (12,2 %), zones urbanisées (3,5 %), terres arables (1,8 %).
L'IGN met par ailleurs à disposition un outil en ligne permettant de comparer l’évolution dans le temps de l’occupation des sols de la commune (ou de territoires à des échelles différentes). Plusieurs époques sont accessibles sous forme de cartes ou photos aériennes : la carte de Cassini (XVIIIe siècle), la carte d'état-major (1820-1866) et la période actuelle (1950 à aujourd'hui).

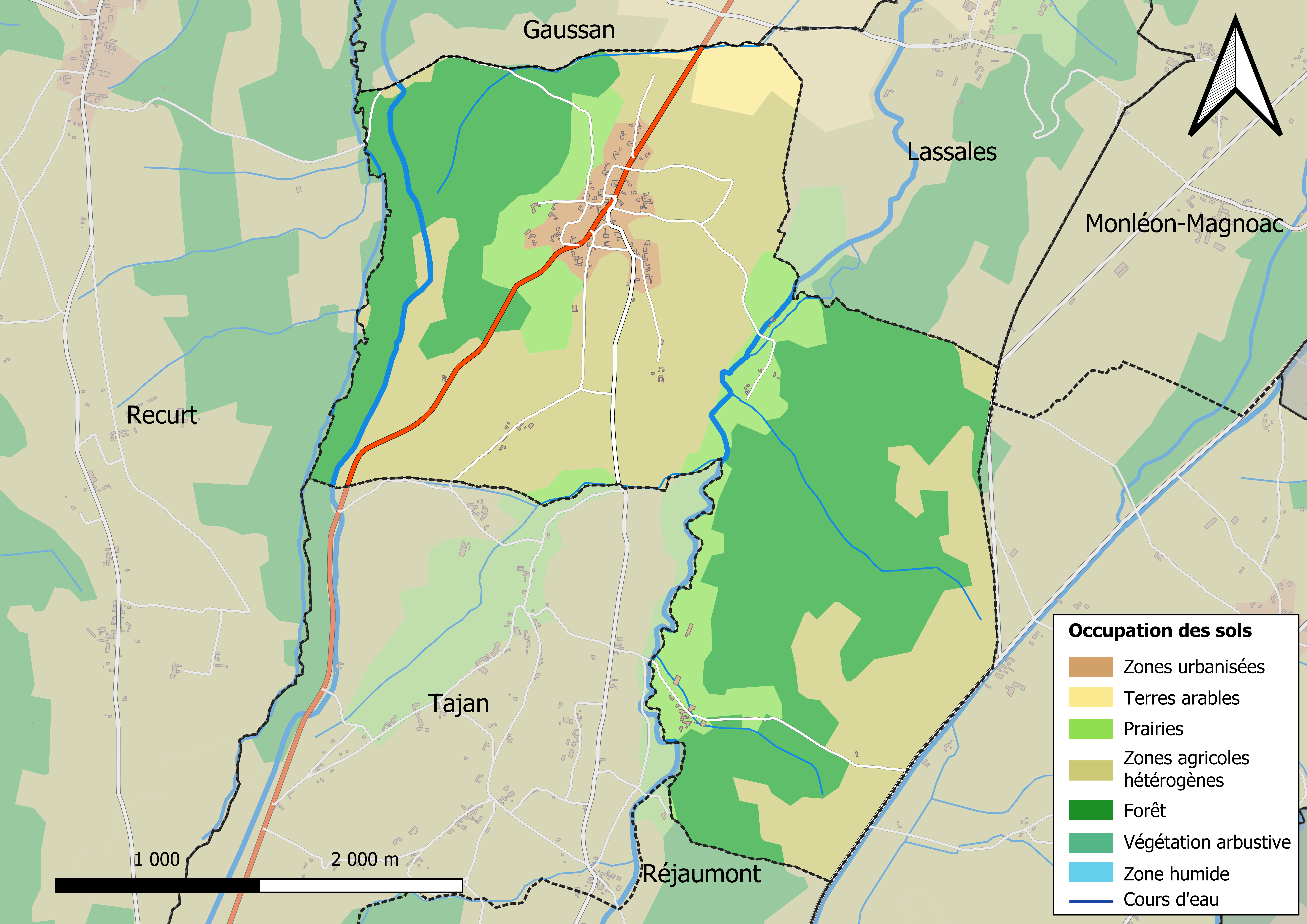
Carte des infrastructures et de l'occupation des sols en 2018 (CLC) de la commune.
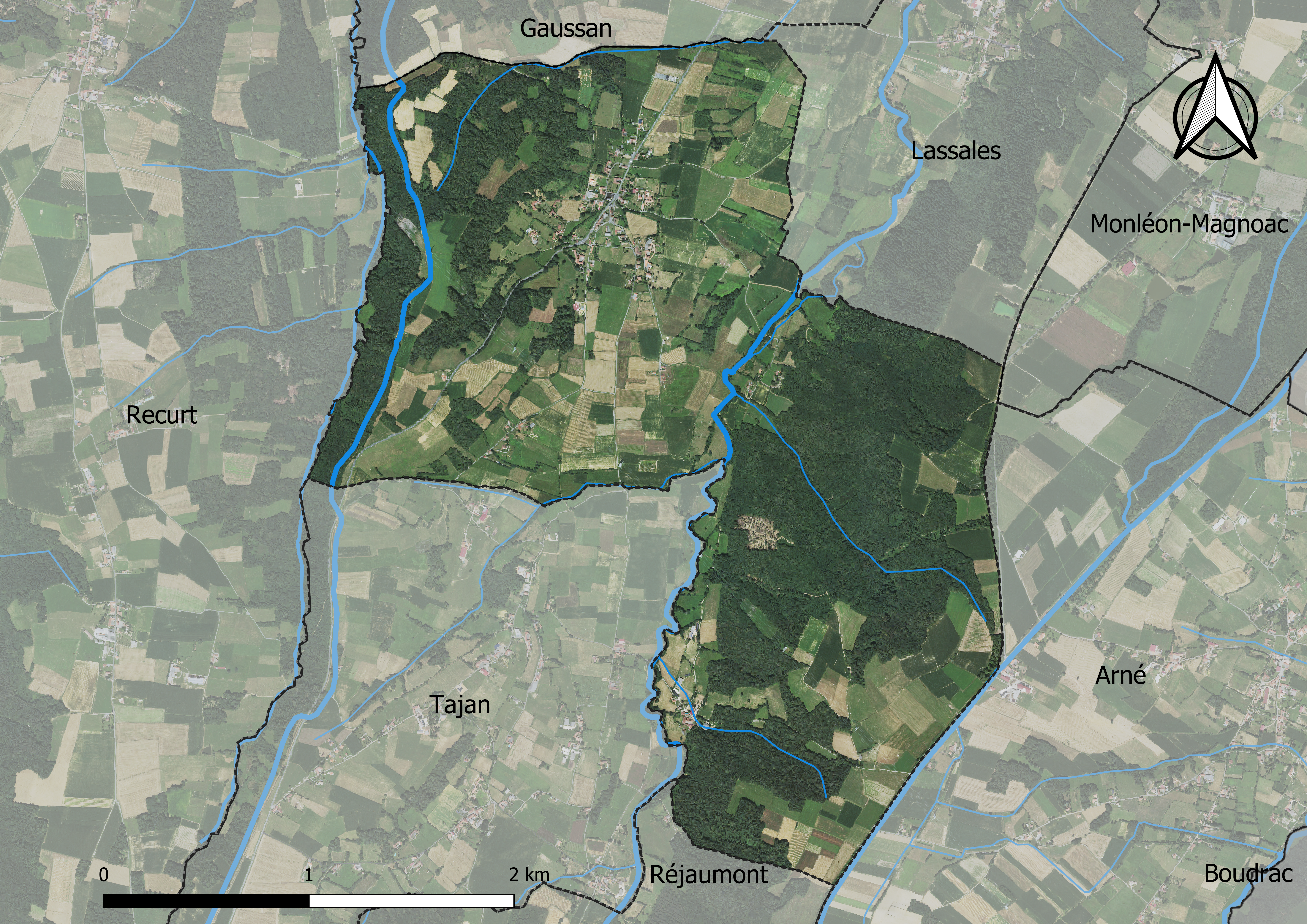
Carte orthophotogrammétrique de la commune.

### Logement
En 2012, le nombre total de logements dans la commune est de 74.

Parmi ces logements, 74,5 % sont des résidences principales, 11,3 % des résidences secondaires et 14,2 % des logements vacants.
Cataclysmes

### Voies de communication et transports
Cette commune est desservie par la route départementale D 929.

## Toponymie

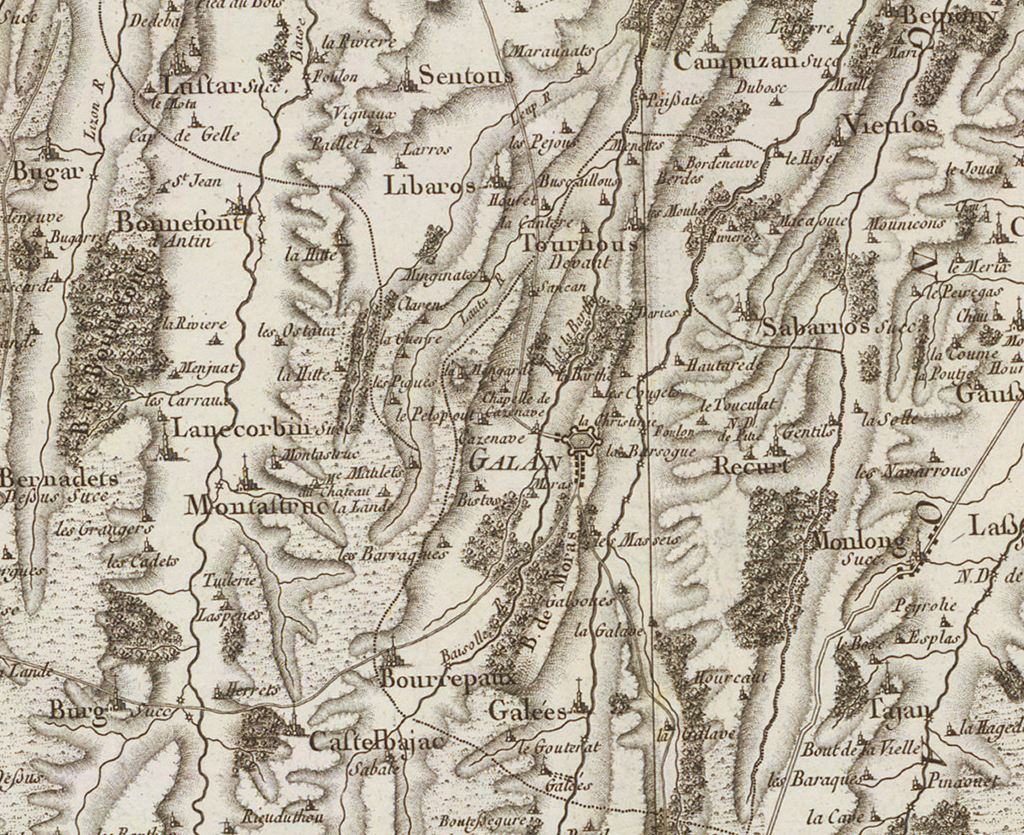
Extrait de la carte de Cassini (entre 1756 et 1789) situant Monlong à l'est de Galan.

On trouvera les principales informations dans le Dictionnaire toponymique des communes des Hautes-Pyrénées de Michel Grosclaude et Jean-François Le Nail qui rapporte les dénominations historiques du village :
Dénominations historiques :
- de Montelongo, latin (1383-1384, procuration Auch ; 1405, décime d'Auch) ;
- de Monte Longo, latin ( XVe siècle, taxes Auch) ;
- Monlong (fin XVIIIe siècle, carte de Cassini).

Étymologie : du gascon mont long (latin montem longum).
Nom occitan : Montlong.

## Histoire

### Antiquité
Présence d'un éventuel oppidum gaulois sur au sommet de la colline culminant à 529 m d'altitude .

### Moyen-Âge
Monlong cité dans des écrits moyenâgeux Montelongo, latin (1383-1384)

### Cadastre napoléonien de Monlong
Le plan cadastral napoléonien de Monlong est consultable sur le site des archives départementales des Hautes-Pyrénées.

## Politique et administration

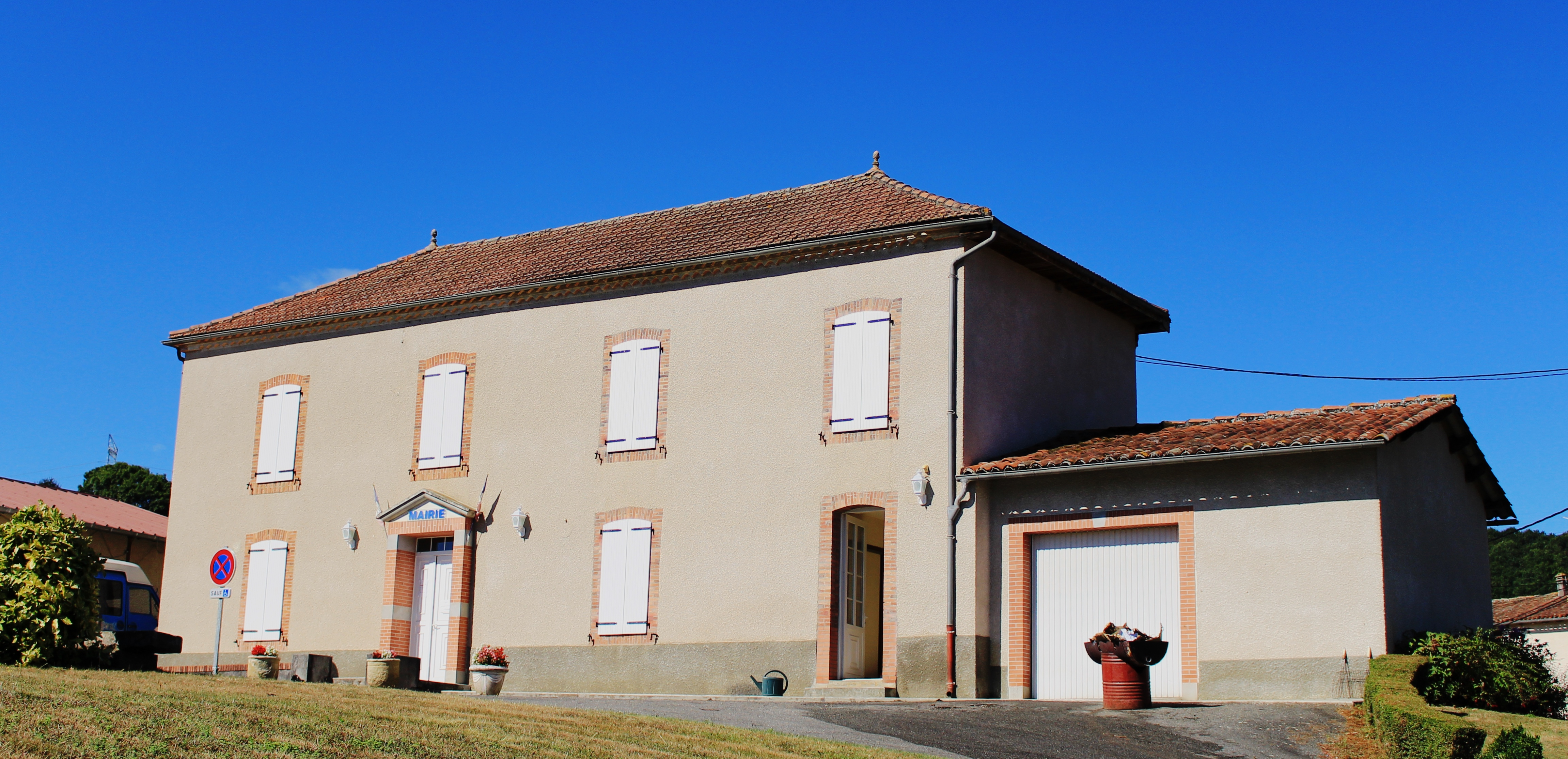
La mairie en 2020.

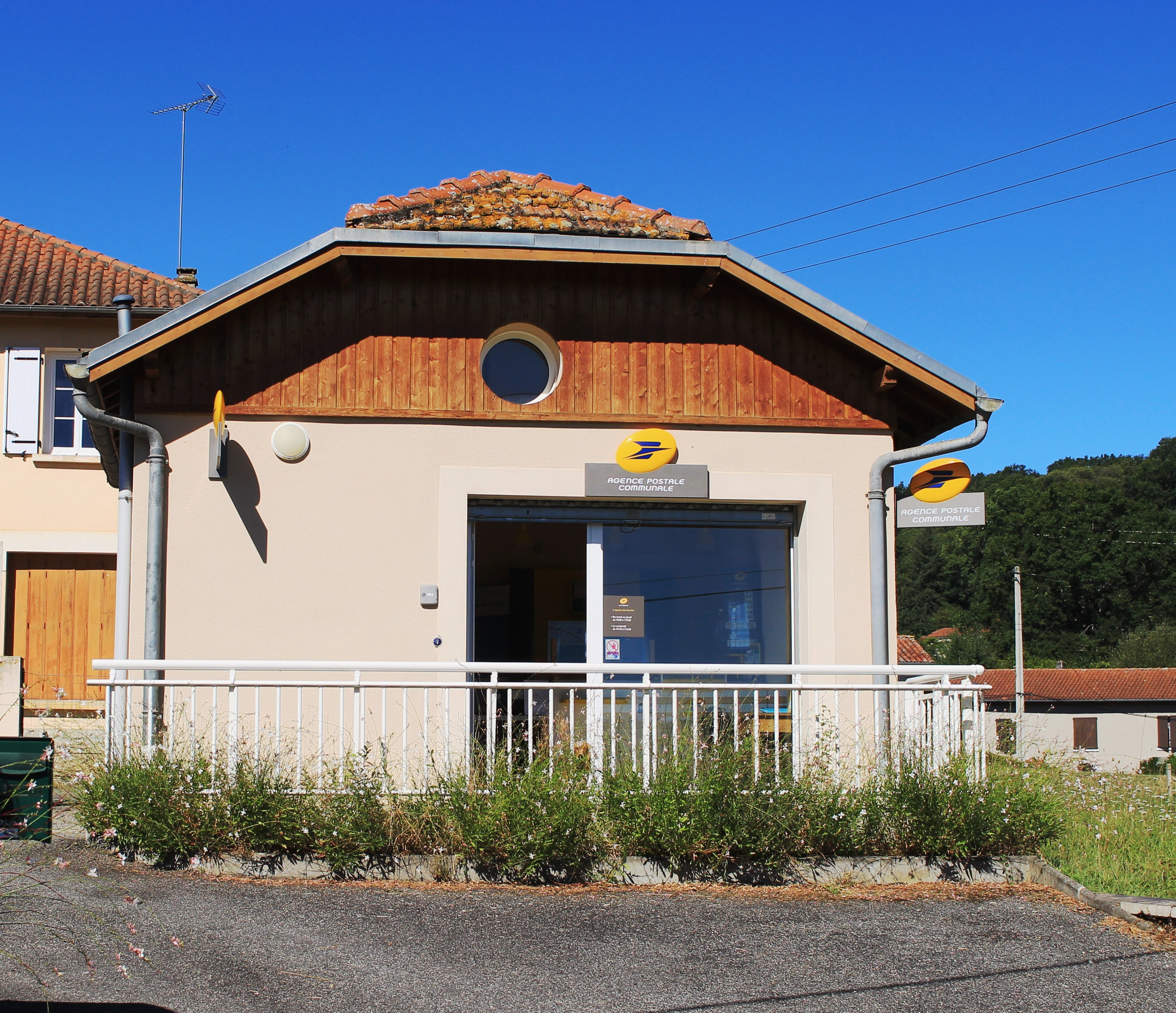
La Poste en 2020.

### Liste des maires
| Période                                  | Période   | Identité       | Étiquette | Qualité |
| ---------------------------------------- | --------- | -------------- | --------- | ------- |
| Les données manquantes sont à compléter. |           |                |           |         |
|                                          |           |                |           |         |
| mars 1995                                | mars 2001 | Albert Noilhan |           |         |
| mars 2001                                | mars 2014 | Michel Castets |           |         |
| mars 2014                                | En cours  | Michel Fis     |           |         |

### Rattachements administratifs et électoraux

#### Historique administratif
Sénéchaussée d'Auch, pays des Quatre-Vallées, vallée de Magnoac, canton de Castelnau-Magnoac, chef-lieu à Monléon-Magnoac (1790) puis Castelnau-Magnoac (1801).

#### Intercommunalité
Monlong appartient à la communauté de communes du Pays de Trie et du Magnoac créée en janvier 2017 et qui réunit 50 communes.
La commune est également membre du SIVOM de Saint-Gaudens Montréjeau Aspet Magnoac.

### Services publics
La commune de Monlong dispose d'une agence postale.

## Population et société

### Démographie

#### Évolution démographique
| 1793 | 1800 | 1806 | 1821 | 1831 | 1836 | 1841 | 1846 | 1851 |
| ---- | ---- | ---- | ---- | ---- | ---- | ---- | ---- | ---- |
| 359  | 311  | 391  | 376  | 444  | 436  | 496  | 505  | 515  |

| 1856 | 1861 | 1866 | 1872 | 1876 | 1881 | 1886 | 1891 | 1896 |
| ---- | ---- | ---- | ---- | ---- | ---- | ---- | ---- | ---- |
| 424  | 378  | 380  | 377  | 354  | 388  | 326  | 321  | 335  |

| 1901 | 1906 | 1911 | 1921 | 1926 | 1931 | 1936 | 1946 | 1954 |
| ---- | ---- | ---- | ---- | ---- | ---- | ---- | ---- | ---- |
| 280  | 302  | 281  | 232  | 221  | 213  | 199  | 211  | 180  |

| 1962 | 1968 | 1975 | 1982 | 1990 | 1999 | 2006 | 2011 | 2016 |
| ---- | ---- | ---- | ---- | ---- | ---- | ---- | ---- | ---- |
| 172  | 152  | 163  | 147  | 119  | 110  | 104  | 112  | 103  |

| 2021 | 2022 | - | - | - | - | - | - | - |
| ---- | ---- | - | - | - | - | - | - | - |
| 107  | 109  | - | - | - | - | - | - | - |

### Enseignement
La commune dépend de l'académie de Toulouse. Elle ne dispose plus d'école en 2016.

## Économie

### Emploi
|                | 2008  | 2013   | 2018   |
| -------------- | ----- | ------ | ------ |
| Commune        | 5,8 % | 11,1 % | 14,3 % |
| Département    | 7,7 % | 9,4 %  | 9,8 %  |
| France entière | 8,3 % | 10 %   | 10 %   |

En 2018, la population âgée de 15 à 64 ans s'élève à 56 personnes, parmi lesquelles on compte 78,6 % d'actifs (64,3 % ayant un emploi et 14,3 % de chômeurs) et 21,4 % d'inactifs,. En  2018, le taux de chômage communal (au sens du recensement) des 15-64 ans est supérieur à celui du département et de la France, alors qu'en 2008 la situation était inverse.
La commune fait partie de la couronne de l'aire d'attraction de Lannemezan, du fait qu'au moins 15 % des actifs travaillent dans le pôle,. Elle compte 9 emplois en 2018, contre 8 en 2013 et 11 en 2008. Le nombre d'actifs ayant un emploi résidant dans la commune est de 37, soit un indicateur de concentration d'emploi de 24,5 % et un taux d'activité parmi les 15 ans ou plus de 50 %.
Sur ces 37 actifs de 15 ans ou plus ayant un emploi, 8 travaillent dans la commune, soit 22 % des habitants. Pour se rendre au travail, 94,6 % des habitants utilisent un véhicule personnel ou de fonction à quatre roues, 2,7 % s'y rendent en deux-roues, à vélo ou à pied et 2,7 % n'ont pas besoin de transport (travail au domicile).

## Culture locale et patrimoine

### Lieux et monuments

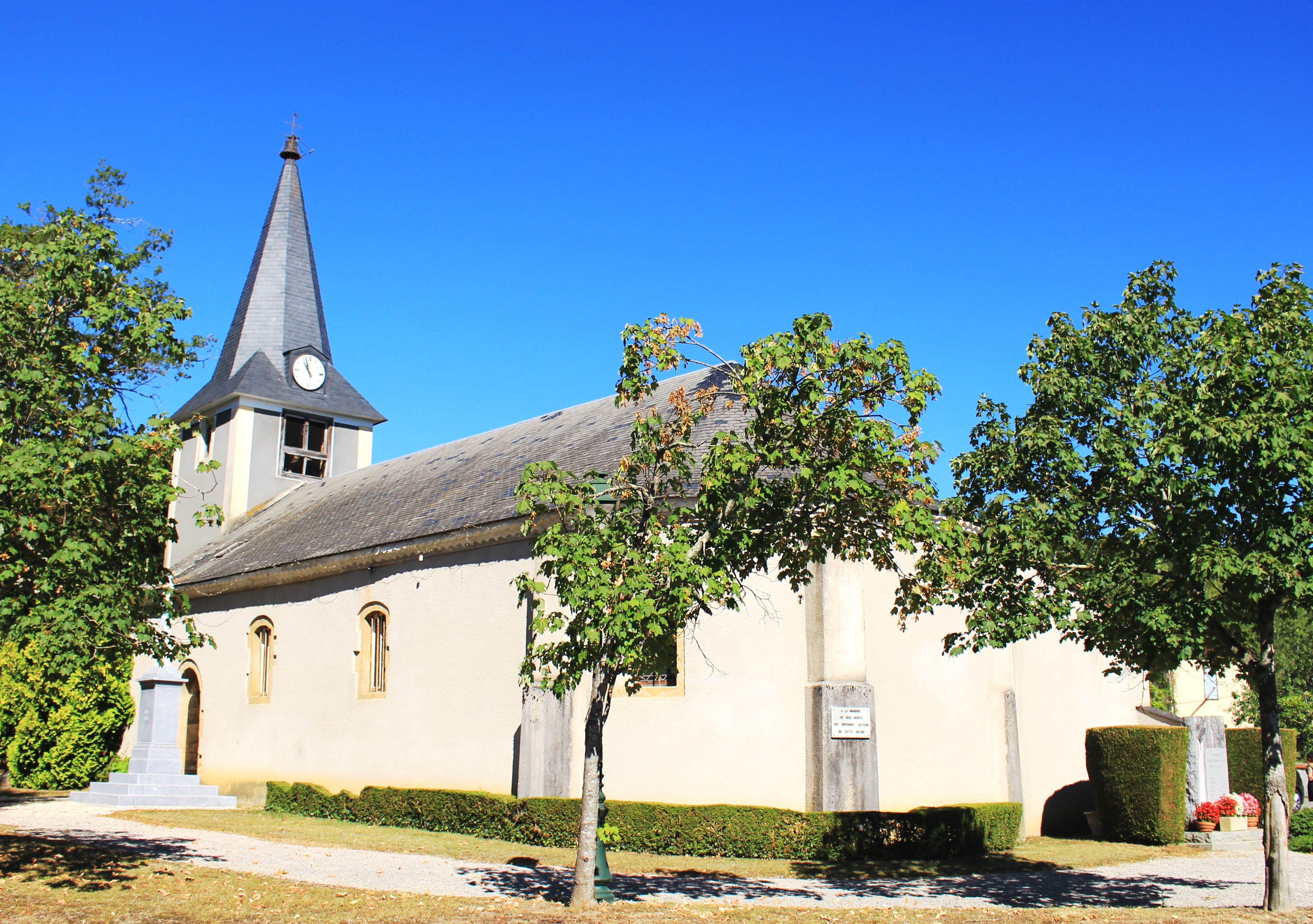
L'église Saint-Jean-Baptiste en 2020.

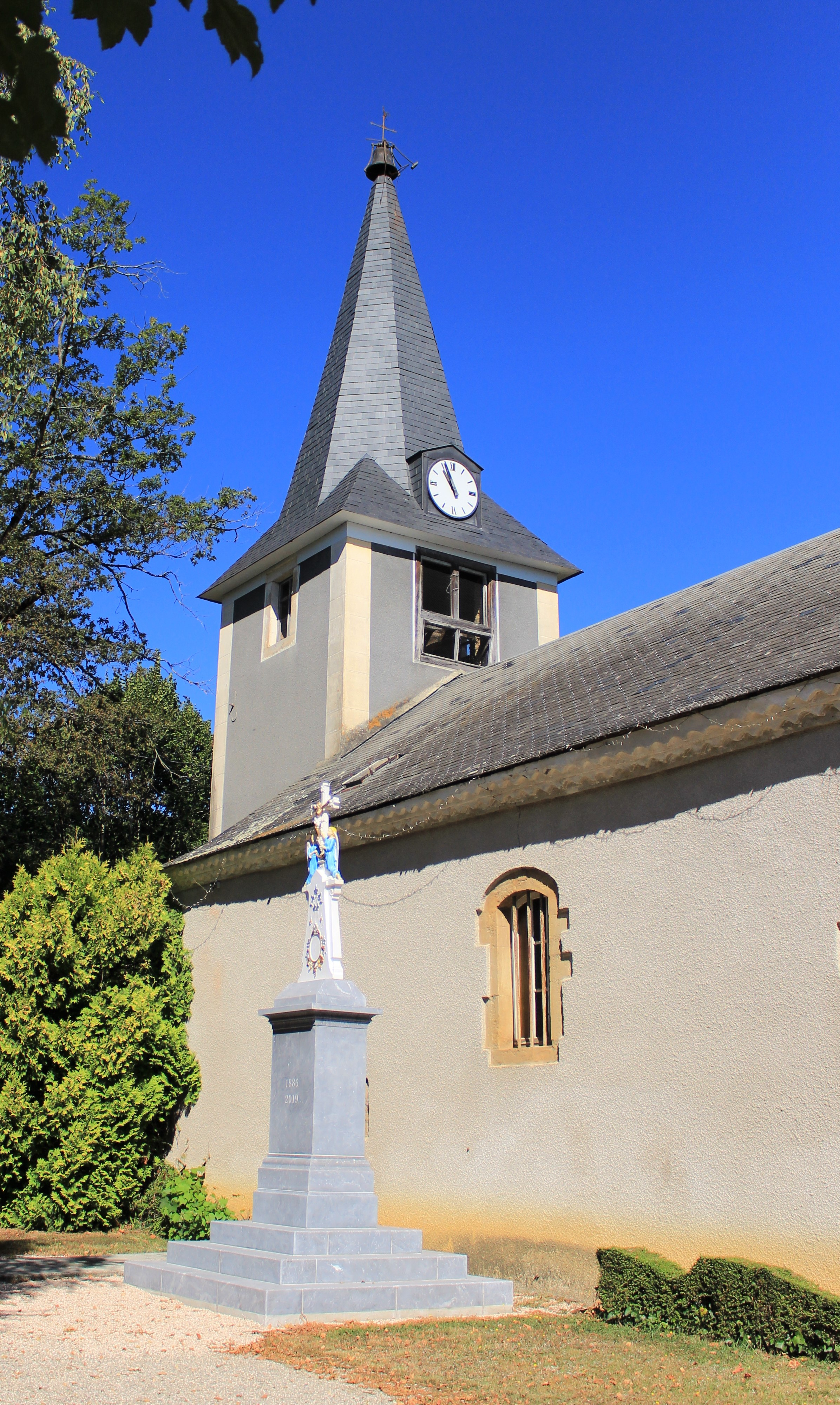
L'église.

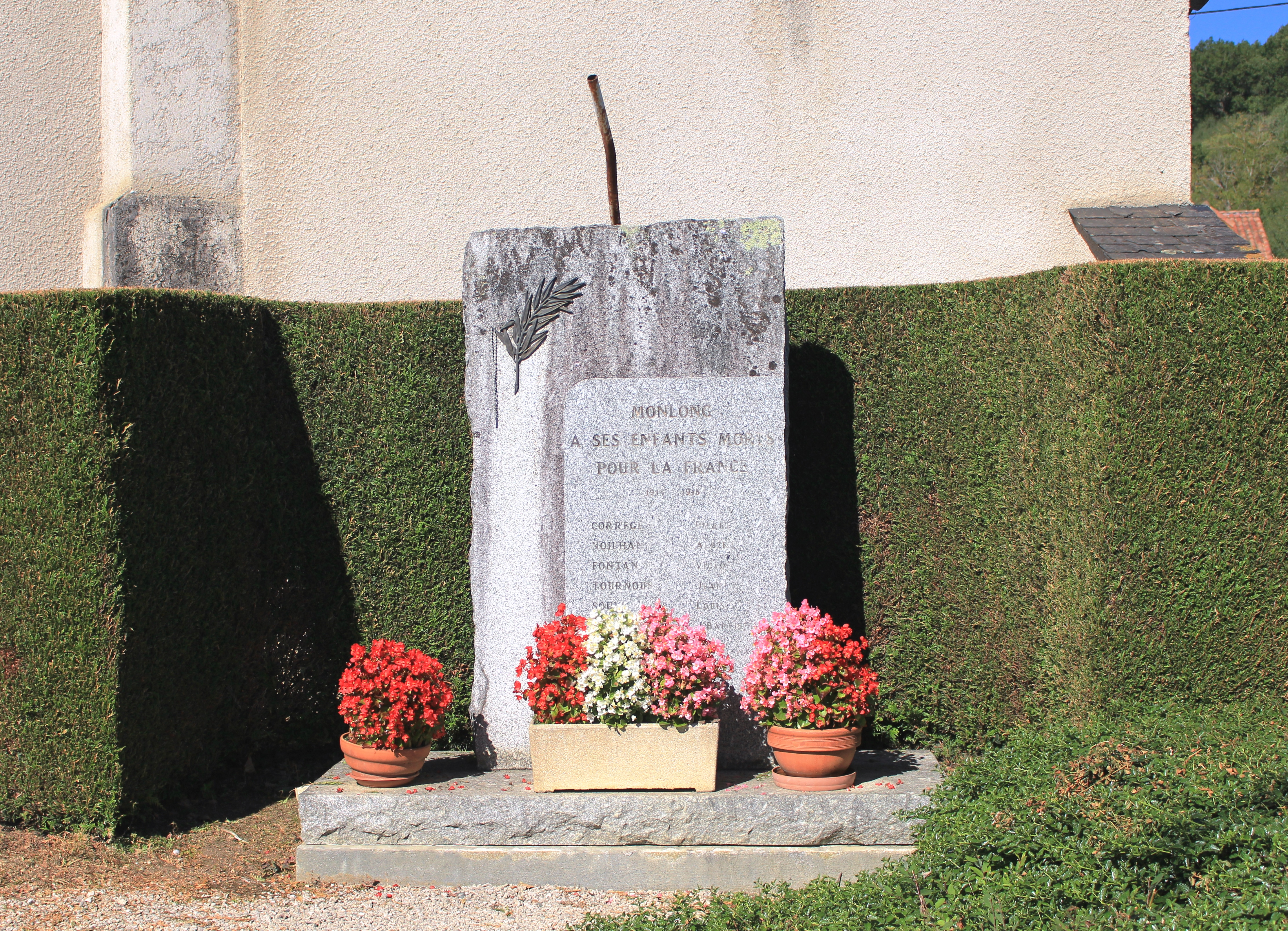
Le monument aux morts municipal.

- Église Saint-Jean-Baptiste de Monlong.

### Personnalités liées à la commune
Jean-Jacques Vidal a aidé le maire Michel Fils à rénover des installations de l'église comme le monument aux morts ou une plaque commémorative des mots de la première guerre mondial. Il a aussi aidé à reconstituer le blason du village.
Henriques Walter est producteur de foie gras il est donc un individu majeur pour l'économie de Monlong.

### Héraldique
| Blason | Blasonnement : D'or à la bande d'azur, accompagnée de deux grenades de gueules, feuillées de sinople. |